# Conclaaf van 1352
Het conclaaf van 1352 vond plaats van 16 tot 18 december 1352 in het Palais des Papes te Avignon, en volgde op de dood van paus Clemens VI op 6 december 1352. Het conclaaf leidde tot de verkiezing van Étienne Aubert als paus Innocentius VI. Hij werd daarmee de vijfde paus tijdens het Pausdom van Avignon.

## Deelnemende kardinalen
Van de 26 levende kardinalen namen er 25 deel aan het conclaaf. De afwezige was Guy de Boulogne, die als pauselijk legaat in Frankrijk diende. De meerderheid van de deelnemende kardinalen was benoemd door paus Clemens VI, wat zijn invloed binnen het College onderstreepte.

## Verloop

### Verkiezing
Aanvankelijk werd Jean Birel, generaal van de Kartuizers en bekend om zijn vrome leven, voorgesteld als kandidaat. Echter, kardinaal Hélie de Talleyrand-Périgord waarschuwde voor het risico van het kiezen van een paus die weliswaar heilig, maar mogelijk incompetent zou zijn - een verwijzing naar paus Celestinus V. Uiteindelijk werd kardinaal Étienne Aubert op 18 december unaniem gekozen. Hij werd op 30 december 1352 gekroond door kardinaal Gaillard de la Mothe, de protodiaken van het Heilig College.

### Electorale capitulatie
Dit conclaaf was historisch significant omdat het de eerste keer was dat de kardinalen een electorale capitulatie ondertekenden. Deze overeenkomst beperkte de macht van de toekomstige paus en stelde onder andere:
- Beperking van het College van Kardinalen tot maximaal 20 leden, met de mogelijkheid om nieuwe kardinalen te creëren wanneer het aantal tot 16 was gedaald.
- Besluiten zoals de creatie van nieuwe kardinalen, excommunicaties en financiële aangelegenheden vereisten een tweederdemeerderheid binnen het College.
- De paus moest belangrijke beslissingen, zoals het aanvragen van subsidies of het wijzigen van kardinale privileges, vooraf laten goedkeuren door het College, dat daarmee een vetorecht verkreeg.

Hoewel deze capitulatie bedoeld was om de pauselijke macht te beperken en het bestuur van de Kerk meer oligarchisch te maken, verklaarde paus Innocentius VI op 6 juli 1353 de overeenkomst ongeldig. Hij beschouwde het als een inbreuk op de volledige macht die inherent is aan het pauselijke ambt.
De gebeurtenissen rond het conclaaf van 1352 markeren een belangrijk moment in de geschiedenis van de Kerk, waarbij pogingen werden ondernomen om de pauselijke macht te reguleren en het bestuur van de Kerk te hervormen.